# Kastl (Altötting)
Kastl é um município da Alemanha, no distrito de Altötting, na região administrativa de Oberbayern, no estado da Baviera. O município surgiu a partir da fusão de Oberkastl, Unterkastl e Forstkastl em 1960. Um dos patrimônios da vila é a igreja paroquial de São Kastulus, uma das mais belas da região. Kastl também é conhecida pela sua estação ferroviária e a famosa "Poschener Tanzboden".

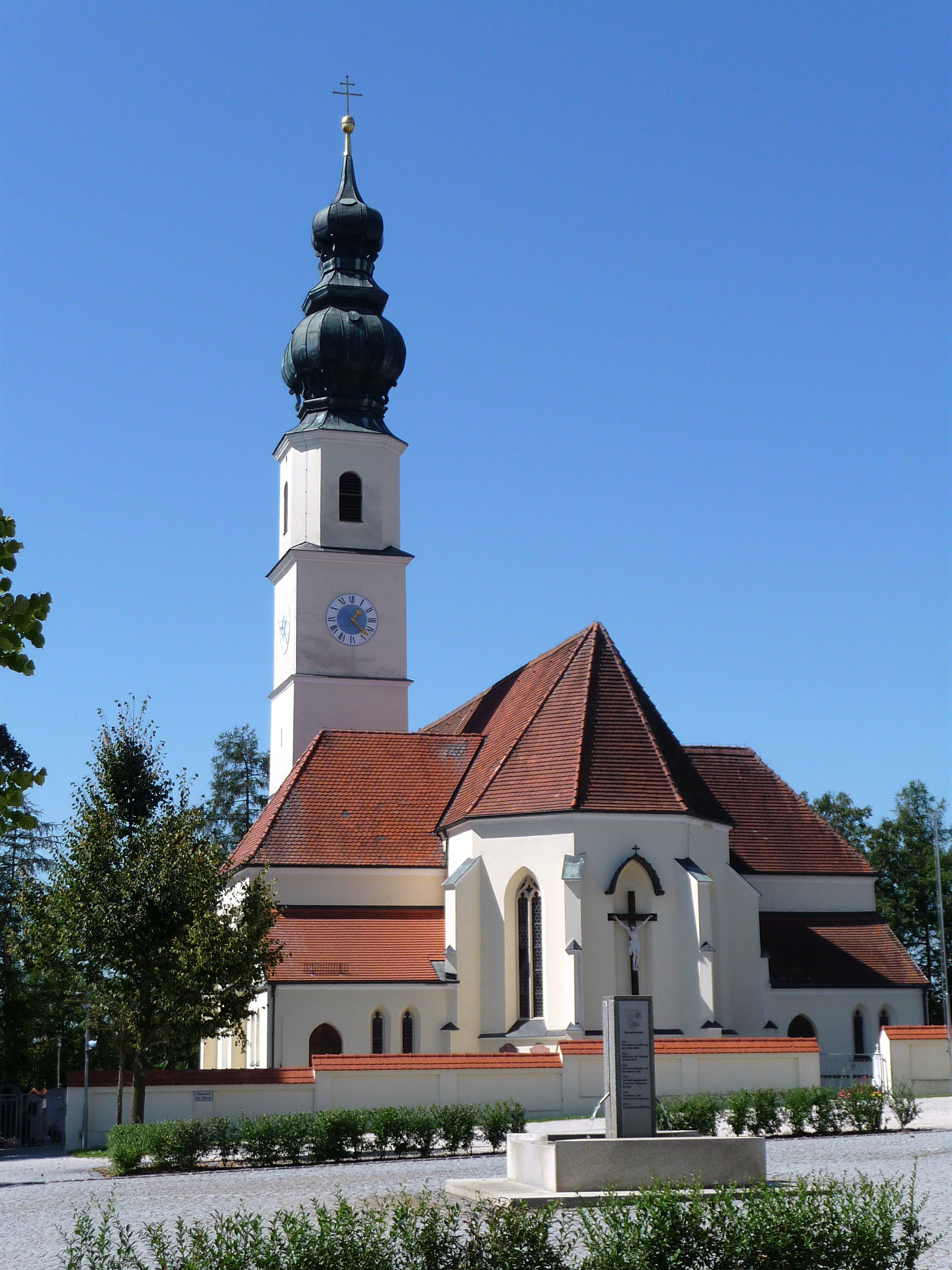
Igreja paroquial de São Kastulus